# Пикан Гроув (Тексас)
Пикан Гроув (енгл. Pecan Grove) насељено је место без административног статуса у америчкој савезној држави Тексас.

## Демографија
По попису из 2010. године број становника је 15.963, што је 2.412 (17,8%) становника више него 2000. године.
| Група             | 2000.          | 2010.          |
| Белци             | 11.548 (85,2%) | 12.160 (76,2%) |
| Афроамериканци    | 446 (3,3%)     | 1.018 (6,4%)   |
| Азијати           | 181 (1,3%)     | 312 (2,0%)     |
| Хиспаноамериканци | 1.230 (9,1%)   | 2.253 (14,1%)  |
| Укупно            | 13.551         | 15.963         |